# Victor Agbanou
Victor Agbanou, né le 23 décembre 1945 à Lokossa dans la colonie française du Dahomey (actuel Bénin) est un prélat catholique béninois, ordonné prêtre le 10 août 1974. Il est le troisième évêque du diocèse de Lokossa de 2000 à 2023, succédant au défunt Robert Sastre. Il devient également président de la Conférence des évêques du Bénin le 26 octobre 2016.

## Biographie
Victor Agbanou est né à Lokossa le 23 décembre 1945 dans la colonie française du Dahomey.
En 2015, il est élevé à titre exceptionnel et civil dans l'Ordre national du Bénin des archevêques et évêques du Bénin par le président Thomas Boni Yayi.

### Formation et ministère sacerdotal
Après ses études secondaires, il entre au grand séminaire « Sainte-Jeanne-d'Arc » à Ouidah où il poursuit ses études au grand séminaire « Saint-Gall » à Ouidah et obtient un baccalauréat en théologie.
Le 10 août 1974, il est ordonné prêtre pour le diocèse de Lokossa à Akodéha dans la commune de Comé. De 1974 à 1977, il étudie à l'université de Lomé, au Togo, pour une licence en langues vivantes avec une spécialisation en anglais. De 1977 à 1982, il suit un cycle doctorat en exégèse à Munich en Allemagne. Plus tard, il est professeur au séminaire de Ouidah de 1982 à 1986, professeur à l'Université catholique de l'Afrique de l'Ouest à Abidjan à partir de 1986, professeur d'Écriture Sainte au noviciat des Sœurs Servantes de la Lumière du Christ à lui à partir de 1988, aumônier national des "Équipes enseignées". En janvier 2000, le collège des consulteurs du diocèse de Lokossa, vacant en raison du décès de Robert Sastre, l'élit administrateur diocésain.

### Ministère épiscopal
Le 5 juillet 2000, le pape Jean-Paul II le nomme évêque de Lokossa. Il reçoit l'ordination épiscopale le 4 novembre des mains du cardinal Bernardin Gantin doyen du Collège des cardinaux, co-consacré l'évêque de Nice, Jean Bonfils, et celui de Djougou, Paul Kouassivi Vieira.
En septembre 2007 et avril 2015, il effectue des visites ad limina.
Depuis le 26 octobre 2016, il est président de la Conférence des évêques du Bénin.
Âgé de 77 ans, il quitte ses fonctions d'évêque de Lokossa le 4 mars 2023, atteint par la limite d'âge.

La généalogie épiscopale[Laquelle ?] est :

- Cardinal Scipion Rebiba
- Cardinal Giulio Antonio Santori
- Cardinal Girolamo Bernerio, OP
- Galeazzo Sanvitale
- Cardinal Ludovico Ludovisi
- Cardinal Luigi Caetani
- Cardinal Ulderico Carpegna
- Cardinal Paluzzo Paluzzi Altieri degli Albertoni
- Pape Benoît XIII
- Pape Benoît XIV
- Pape Clément XIII
- Cardinal Marcantonio Colonna
- Cardinal Giacinto Sigismondo Gerdil, B.
- Cardinal Giulio Maria della Somaglia
- Cardinal Carlo Odescalchi, OUI
- Cardinal Costantino Patrizi Naro
- Cardinal Lucido Maria Parocchi
- Pape Pie X
- Pape Benoît XV
- Pape Pie XII
- Cardinal Eugène Tisserant
- Cardinal Bernardin Gantin
- Victor Agbanou.